# Execuția lui Ion Antonescu
Execuția mareșalului Ion Antonescu a avut loc pe 1 iunie 1946, la ora 18:03, la Jilava. Ion Antonescu ceruse să fie executat de armată, dar a fost refuzat. În momentul tragerii, Antonescu a salutat, după care a căzut. Șeful gardienilor l-a împușcat în cap cu revolverul, dar doctorul nu a confirmat decesul, așa că a mai fost nevoie de încă un glonț în piept. În ciuda acestor măsuri, Antonescu și generalul Vasiliu mai prezentau semne de viață. Șeful gardienilor a luat o pușcă și a tras trei sau patru focuri în corpul lui Antonescu. Doctorul a constatat decesul mareșalului în jurul orei 8:15. Faptele petrecute în acest timp au fost prezentate într-un proces verbal, întocmit de Comisia constituită de Parchetul Tribunalului Ilfov, precum și înregistrate de câteva camere de luat vederi. Filmele se află la Ministerul Justiției.

## Galerie de imagini

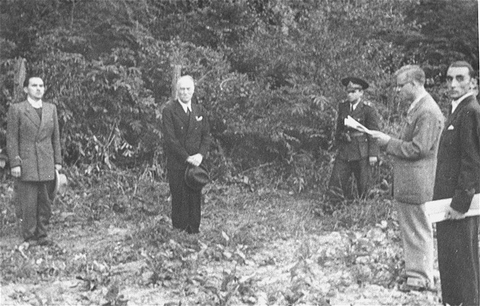
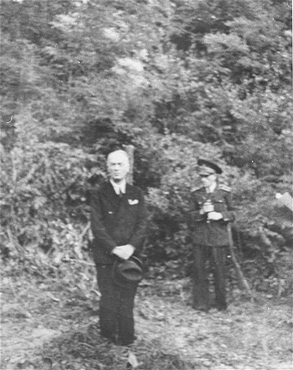
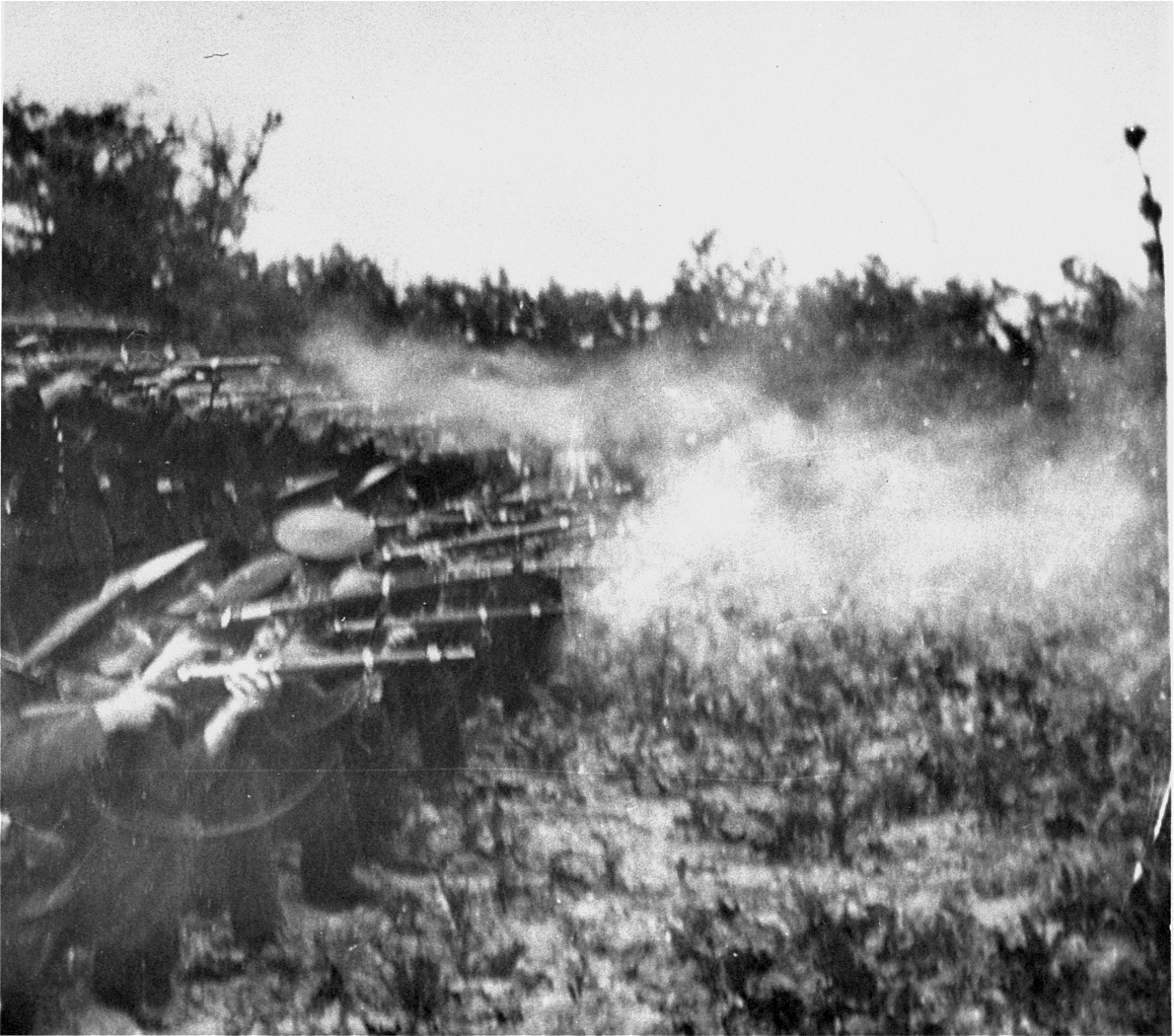